# Alexei Alexandrowitsch Starobinski

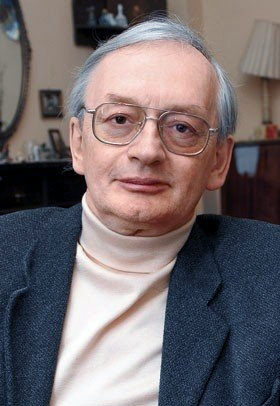
Alexei Alexandrowitsch Starobinski (2013)

Alexei Alexandrowitsch Starobinski (russisch Алексей Александрович Старобинский, englische Transkription Starobinsky; * 19. April 1948 in Moskau; † 21. Dezember 2023) war ein russischer Astrophysiker und Kosmologe.

## Leben
Starobinski war ein Schüler von Jakow Seldowitsch und studierte bei ihm an der Lomonossow-Universität mit dem Abschluss 1972 und der Promotion 1975 am Landau-Institut für Theoretische Physik der Russischen Akademie der Wissenschaften. Er war dort leitender Wissenschaftler. 1990 bis 1997 leitete er dort die Abteilung Gravitation und Kosmologie. 1999 bis 2003 war er der stellvertretende Direktor des Instituts.
Starobinski befasste sich früh in den 1970er Jahren mit Teilchenerzeugung in der Kosmologie und Teilchenerzeugung und Strahlung von rotierenden Schwarzen Löchern (1973/74), ein Vorläufer der Hawking-Strahlung. Er war auch 1979 ein Pionier in der Inflation (Kosmologie) auf russischer Seite (im Westen durch Alan Guth um dieselbe Zeit).
1991 war er Gastwissenschaftler an der École normale supérieure, 2006 am Institut Henri Poincaré, 1994/1994 und 2007 am Yukawa-Institut der Universität Kyōto und 2000/2001 am Research Center for the Early Universe der Universität Tokio.
Starobinski war Mitglied der Russischen Akademie der Wissenschaften. 1996 erhielt er den A.-A.-Friedmann-Preis der Russischen Akademie der Wissenschaften. Er war ab 1991 Mitherausgeber von JETP Letters, ab 1992 des International Journal of Modern Physics D, 1993 bis 1996 von Classical and Quantum Gravity und 1989 bis 1997 von General Relativity and Gravitation.
2009 erhielt Starobinski mit Wjatscheslaw Muchanow den Tomalla-Preis für seine Beiträge zur Inflationären Kosmologie und speziell der Berechnung des Spektrums der in der inflationären Phase des Universums erzeugten Gravitationsstrahlung. 2010 erhielt er die Oskar-Klein-Medaille, und im selben Jahr wurde er zum Mitglied der Leopoldina gewählt. 2012 wurden Starobinski und Muchanow mit der Amaldi-Medaille ausgezeichnet, 2013 mit dem Gruber-Preis für Kosmologie. 2014 erhielt Starobinski den Kavli-Preis in Astrophysik. Er war auswärtiges Mitglied der Norwegischen Akademie der Wissenschaften und ab 2017 der National Academy of Sciences. Für 2019 erhielt er die Dirac-Medaille (ICTP), für 2021 den Pomerantschuk-Preis.
Er starb im Dezember 2023 im Alter von 75 Jahren.